# Room 222

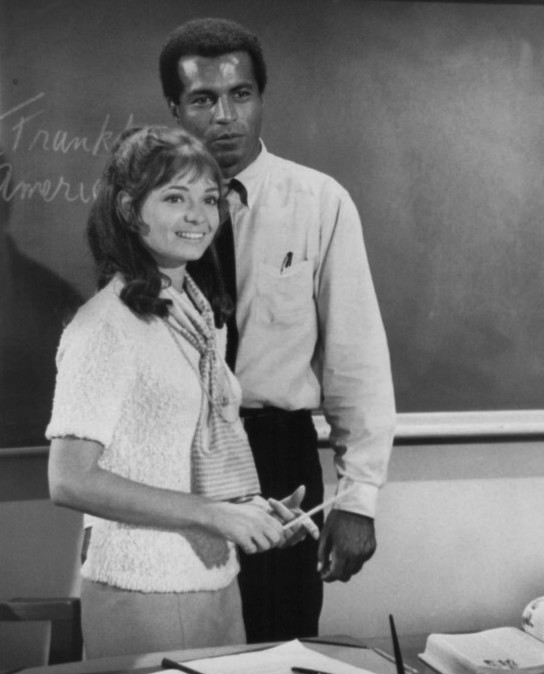
Karen Valentine e Lloyd Haymes.

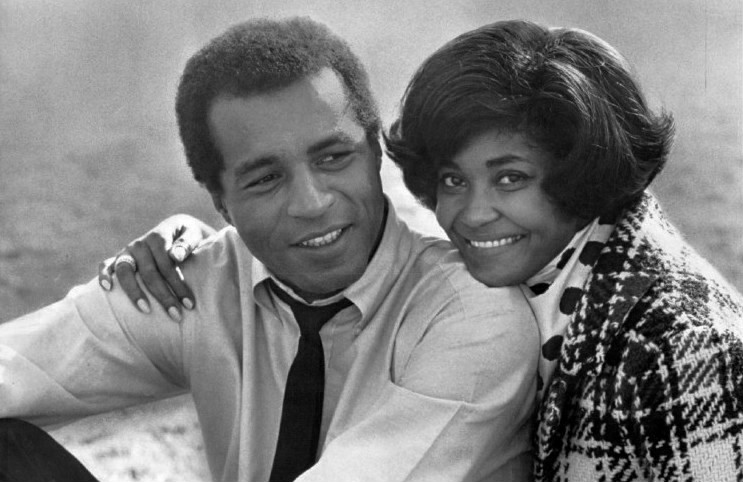
Lloyd Haynes e Nancy Wilson.

Room 222 è una serie televisiva statunitense in 113 episodi trasmessi per la prima volta nel corso di 5 stagioni dal 1969 al 1974.
È una commedia drammatica incentrata sulle vicende del personale e degli studenti di una scuola superiore di Los Angeles, in particolare della classe situata alla camera 222 dell'istituto. Le trame dei vari episodi si soffermano perlopiù sulle vicende del professore Pete Dixon (Lloyd Haynes), un insegnante afro-americano idealista.
Nel 1970, Room 222 vinse l'Emmy Award in tre categorie: miglior nuova serie, miglior attore non protagonista in una serie comica (Michael Constantine) e miglior attrice non protagonista in una serie comica (Karen Valentine).

## Trama
Pete Dixon insegna alla Walt Whitman High School di Los Angeles. Afro-americano idealista, Dixon insegna ai suoi studenti la tolleranza e la comprensione e i ragazzi ammirano la sua saggezza e il suo modo di porsi. Gli episodi trattano spesso temi d'attualità che riflettono il clima politico contemporaneo (alla fine degli anni 1960 e nella prima metà degli anni 1970) come la guerra del Vietnam, i diritti delle donne le relazioni razziali e il Watergate), oltre a temi più classici quali l'emarginazione degli adolescenti e i rapporti difficili di questi con i genitori.

## Personaggi e interpreti

### Personaggi principali
- Pete Dixon (113 episodi, 1969-1974), interpretato da Lloyd Haynes.
- Liz McIntyre (113 episodi, 1969-1974), interpretata da Denise Nicholas.
È la consulente d'orientamento dell'istituto e fidanzata di Pete.
- Preside Seymour Kaufman (113 episodi, 1969-1974), interpretato da Michael Constantine.
- Alice Johnson (113 episodi, 1969-1974), interpretata da Karen Valentine.
- Bernie (62 episodi, 1969-1973), interpretato da David Jolliffe.
- Helen Loomis (53 episodi, 1969-1973), interpretata da Judy Strangis.
- Jason Allen (34 episodi, 1969-1974), interpretato da Heshimu.
- Larry (33 episodi, 1970-1973), interpretato da Eric Laneuville.
- Richie Lane (29 episodi, 1969-1971), interpretato da Howard Rice.

### Personaggi secondari
- Kenneth Dragen (16 episodi, 1969-1973), interpretato da Ivor Francis.
- Pam (13 episodi, 1969-1972), interpretata da Ta-Tanisha.
- Mr. Barry Wisegarten (11 episodi, 1969-1973), interpretato da Robert Casper.
- Al Cowley (10 episodi, 1969-1970), interpretato da Pendrant Netherly.
- Bonnie (7 episodi, 1969-1970), interpretato da Jan Shutan.
- Bob (7 episodi, 1969-1972), interpretato da Ed Begley Jr..
- Miss Hogarth (6 episodi, 1969-1973), interpretata da Patsy Garrett.
È la segretaria del preside Mr. Kaufman.
- Cleon (6 episodi, 1969-1973), interpretato da Ty Henderson.
- Kim (6 episodi, 1971-1972), interpretata da Carol Green.
- Herbie Constadine (5 episodi, 1969-1973), interpretato da Bruno Kirby.
- Laura (5 episodi, 1969-1971), interpretata da Pamela Peters.
- Ernie (5 episodi, 1969-1972), interpretato da Mwako Cumbuka.
- Bonnie (5 episodi, 1970-1972), interpretata da Jane Actman.
- Mr. Reiger (4 episodi, 1969-1970), interpretato da Sidney Clute.
- Miss Tandy (4 episodi, 1969-1971), interpretata da Helen Kleeb.
- Esther (4 episodi, 1972-1973), interpretata da Tina Andrews.
- Mrs. Jackson (4 episodi, 1969-1970), interpretata da Glorya Lord.
- Gil Casey (4 episodi, 1969-1970), interpretato da Ramon Bieri.
- E.Y. Yarnell (3 episodi, 1969-1971), interpretato da Bill Zuckert.
- Charlie (3 episodi, 1969-1971), interpretato da Brad David.
- Madge Morano (3 episodi, 1969-1971), interpretata da Eve McVeagh.
- Marge Colby (3 episodi, 1969-1970), interpretata da Bonnie Jones.
- Burt (3 episodi, 1969-1973), interpretato da David Alan Bailey.
- Angie (3 episodi, 1969-1971), interpretata da Angela Satterwhite.
- Rhoda Zagor (3 episodi, 1969-1971), interpretata da Cindy Williams.
- Fred (3 episodi, 1969-1970), interpretato da Robert Carricart.
- David Kane (3 episodi, 1970-1973), interpretato da Andrew Parks.
- Amy (3 episodi, 1970-1973), interpretata da Dwan Smith.

## Produzione
La serie, ideata da James L. Brooks, fu prodotta da 20th Century Fox Television e girata negli studios della 20th Century Fox a Century City in California e nella Los Angeles High School di Los Angeles. Le musiche furono composte da Benny Golson, Richard LaSalle, Warren Barker e Coleridge-Taylor Perkinson.

### Registi
Tra i registi sono accreditati:
- Charles R. Rondeau in 15 episodi (1971-1974)
- William Wiard in 10 episodi (1969-1971)
- Terry Becker in 8 episodi (1969-1971)
- Gene Reynolds in 8 episodi (1969-1971)
- Richard Kinon in 8 episodi (1970-1972)
- James Sheldon in 8 episodi (1971-1973)
- Herman Hoffman in 6 episodi (1972-1973)
- Lee Philips in 5 episodi (1969-1971)
- Allen Baron in 5 episodi (1971-1974)
- Ivan Dixon in 4 episodi (1970-1971)
- Seymour Robbie in 4 episodi (1971-1972)
- Leslie H. Martinson in 4 episodi (1972-1973)
- Sid McCoy in 4 episodi (1972-1973)
- Leo Penn in 3 episodi (1969-1970)
- Charles S. Dubin in 3 episodi (1970-1971)
- Richard Michaels in 3 episodi (1972-1974)
- John Erman in 2 episodi (1970)
- Bill Bixby in 2 episodi (1972-1973)

### Sceneggiatori
Tra gli sceneggiatori sono accreditati:
- James L. Brooks in 113 episodi (1969-1974)
- Martin Donovan in 10 episodi (1972-1974)
- Arlene Stadd in 9 episodi (1972-1974)
- Leonard Stadd in 9 episodi (1972-1974)
- Bud Freeman in 7 episodi (1970-1972)
- John D.F. Black in 6 episodi (1970-1971)
- Richard M. Bluel in 6 episodi (1971-1974)
- Ronald Rubin in 5 episodi (1969-1971)
- Joanna Lee in 5 episodi (1971-1972)
- Steven Pritzker in 4 episodi (1969-1970)
- Allan Burns in 4 episodi (1969)
- Stephen Kandel in 4 episodi (1971-1973)
- Albert Ruben in 4 episodi (1971-1972)
- Douglas Day Stewart in 4 episodi (1971-1972)
- Jerry Rannow in 4 episodi (1972-1973)
- Greg Strangis in 4 episodi (1972-1973)
- George Kirgo in 3 episodi (1969-1973)
- Anthony Lawrence in 3 episodi (1970-1971)
- William Wood in 3 episodi (1970-1971)
- Richard De Roy in 3 episodi (1970)
- John McGreevey in 3 episodi (1972-1973)
- Peggy Elliott in 2 episodi (1969-1970)
- Treva Silverman in 2 episodi (1969)
- Dale McRaven in 2 episodi (1970-1971)
- Bernie Kahn in 2 episodi (1971-1972)
- Don Balluck in 2 episodi (1971)
- Gene Reynolds in 2 episodi (1971)
- Gene Thompson in 2 episodi (1972)

## Distribuzione
La serie fu trasmessa negli Stati Uniti dal 17 settembre 1969 all'11 gennaio 1974 sulla rete televisiva ABC. È stata distribuita anche in Finlandia con il titolo Huone 222.

## Episodi
| Stagione         | Episodi | Prima TV USA | Prima TV Italia |
| ---------------- | ------- | ------------ | --------------- |
| Prima stagione   | 26      | 1969-1970    |                 |
| Seconda stagione | 26      | 1970-1971    |                 |
| Terza stagione   | 23      | 1971-1972    |                 |
| Quarta stagione  | 23      | 1972-1973    |                 |
| Quinta stagione  | 15      | 1973-1974    |                 |